# روني بورشيرس
روني بورشيرس (بالألمانية: Ronald Borchers)‏ (10 أغسطس 1957 - 18 أغسطس 2024) هو لاعب كرة قدم ألماني في مركز الوسط، ولد في 10 أغسطس 1957 في فرانكفورت في ألمانيا. شارك مع منتخب ألمانيا لكرة القدم. أما مع النوادي، فقد لعب مع آينتراخت فرانكفورت وأرمينيا بيليفيلد وإف إس في فرانكفورت وفالدهوف مانهايم وكيكرز أوفنباخ ونادي غراسهوبر زيوريخ.

## وصلات خارجية
- روني بورشيرس على موقع قاعدة بيانات كرة القدم.إي يو (الإنجليزية)
- روني بورشيرس على موقع بيانات كرة القدم. دي إي (الألمانية)
- روني بورشيرس على موقع ناشيونال فوتبول تيمز (الإنجليزية)
- روني بورشيرس على موقع عالم كرة القدم.نت (الإنجليزية)